# Riferimento nave
Sono chiamati riferimento nave tutti i sistemi di riferimento cartesiani ortogonali solidali ad una nave o imbarcazione. Essi sono caratterizzati tutti dall'essere tra loro paralleli e tali che:
- l'asse longitudinale (X) è diretto da poppa a prua;
- l'asse trasversale (Y) è diretto da destra verso sinistra e perpendicolare al precedente;
- l'asse verticale (Z) è perpendicolare al piano di galleggiamento e perpendicolare ai precedenti.

I diversi sistemi di riferimento nave si distinguono esclusivamente per l'origine rispetto alla quale sono individuati:
- Riferimento (K; X, Y, Z), centrato nel punto di chiglia (K), posto all'intersezione tra la linea di costruzione e la linea di chiglia,
- Riferimento (G; X, Y, Z), centrato nel centro di massa (G);
- Riferimento (O; X, Y, Z), centrato nel punto (O) di intersezione, sul piano diametrale, tra il piano di galleggiamento e il piano trasversale passante per il centro di massa G;
- Riferimento (B; x, y, z), centrato nel centro di carena (B).